# Họ Đớp ruồi
Họ Đớp ruồi (danh pháp khoa học: Muscicapidae) là một họ lớn chứa các loài chim thuộc Bộ Sẻ (Passeriformes) ở Cựu thế giới. Họ này gồm các loại chim nhỏ sống trên cây, ăn sâu bọ, làm tổ trong các hốc cây. Các loài phổ biến ở Việt Nam có đớp ruồi (các chi Muscicapa, Ficedula). Nhiều loài trong số này, như tên gọi chung của họ đã hàm ý, săn bắt con mồi khi đang bay.
Phân loại trong bài này lấy theo Handbook of Birds of the World trong việc đưa vào trong họ này các loài chim nhỏ trông tương tự như sẻ bụi sống dưới đất, trước đây được phân loại trong họ Hoét (Turdidae). Các nghiên cứu hóa sinh học gần đây đặt một số chi hoét truyền thống như Monticola, Myiophonus, Brachypteryx, Alethe vào họ này (họ Muscicapidae). Ngược lại, các chi dạng sẻ bụi ở châu Á như Grandala và Cochoa lại được chuyển sang họ Hoét.
Việc phân chia họ Đớp ruồi thành 2 phân họ có thể chỉ là nhân tạo. Một vài chi trong phân họ này lại có thể gần gũi hơn với các thành viên của phân họ kia và ngược lại. Do mối quan hệ chính xác giữa các thành viên trong họ là chưa rõ ràng nên cấu trúc phân loại nội bộ của họ có thể cần phải có những sửa đổi lớn.
Biểu hiện chung bề ngoài của các loài chim này thay đổi nhiều, nhưng phần lớn trong chúng có giọng hót yếu và tiếng kêu khàn khàn. Tổ của phần lớn các loài là các vật hình chén được xây dựng cầu kỳ trên cây hay hàng rào.

## Phân loại
Họ này trước đây gộp ít loài hơn. Vào thời gian phát hành ấn bản lần 3 của  Howard and Moore Complete Checklist of the Birds of the World năm 2003, các chi Myophonus, Alethe, Brachypteryx và Monticola đang được xếp trong họ Turdidae. Các nghiên cứu phát sinh chủng loài phân tử sau đó đã chứng minh rằng các loài trong 4 chi này có quan hệ họ hàng gần với các loài trong Muscicapidae hơn. Kết quả là 4 chi này hiện tại được chuyển sang họ Muscicapidae . Ngược lại, chi Cochoa trước đây xếp trong họ Muscicapidae đã được chỉ ra là thuộc họ Turdidae.
Hai nghiên cứu phát sinh chủng loài phân tử quy mô rộng các loài trong họ Muscicapidae công bố năm 2010 chỉ ra rằng các chi Fraseria, Melaenornis và Muscicapa là không đơn ngành. Các tác giả đã không thể đề xuất sửa đổi các chi này do không phải toàn bộ các loài đều được lấy mẫu và không phải nút nào trong cây phát sinh của họ cũng được hỗ trợ mạnh. Nghiên cứu công bố năm 2016 bao gồm 37 trong tổng số 42 loài của tông Muscicapini,đã xác nhận là các chi này không đơn ngành và đề xuất sắp xếp sửa đổi các loài trong một vài chi mới hoặc được phục hồi tên gọi.

### Danh sách
Các chi được Hiệp hội Điểu học Quốc tế (IOU) liệt kê với các đề xuất của George Sangster và ctv năm 2010:
- Phân họ Muscicapinae (Fleming, 1822): Chứa các loài đớp ruồi điển hình, bao gồm:
  - Alethe: 2 loài alethe, chuyển từ phân họ Turdinae của Sibley và Monroe sang[6]. Có thể là một phần của tông Copsychini[3].
  - Tông Copsychini (Sundevall, 1872)
    - Tychaedon: 6 loài, tách ra từ Cercotrichas.
    - Cercotrichas: 5 loài, chuyển từ tông Saxicolini (cũ).
    - Copsychus: 4 loài chích chòe, chuyển từ tông Saxicolini (cũ).
    - Trichixos: 1 loài, chích choè đuôi hung (Trichixos pyrropygus), chuyển từ tông Saxicolini (cũ).
    - Saxicoloides: 1 loài, chích chòe Ấn Độ/oanh Ấn Độ (Saxicoloides fulicatus), chuyển từ tông Saxicolini (cũ).
    - Kittacincla: 5 loài, tách ra từ Copsychus.

  - Tông Muscicapini (Flemming, 1822)
    - Muscicapa: 15 loài đớp ruồi.
    - Bradornis: 6 loài đớp ruồi. Đôi khi coi là thuộc Melaenornis.
    - Agricola: 2 loài, tách ra từ Melaenornis.
    - Fraseria (gồm cả Myioparus): 8 loài đớp ruồi. Đôi khi coi là thuộc Melaenornis.
    - Melaenornis (gồm cả Empidornis, Namibornis, Dioptrornis, Bradornis, Sigelus): 10 loài đớp ruồi.
- Phân họ Niltavinae (Sangster, Alström, Forsmark & Olsson, 2010)[a]: Nhóm Đớp ruồi lam. Lei et al. (2007)[9] coi đớp ruồi lam là một phần của phân họ Muscicapinae (như Sibley và Monroe đã làm), nhưng Voelker và Spellman[10] thấy sự mâu thuẫn.
  - Sholicola: 3 loài, tách ra từ Myiomela.[11]
  - "Cyornis": 1 loài "Cyornis" concretus
  - Niltava: 6 loài đớp ruồi.
  - Cyanoptila: 2 loài đớp ruồi.
  - Eumyias: 6 loài đớp ruồi.
  - Anthipes: 2 loài đớp ruồi (trước đây đôi khi coi là một phần của Ficedula, nhưng có quan hệ họ hàng gần với Niltava và Cyornis hơn), theo Outlaw và Voelker (2006)[12].
  - Cyornis: 27 loài đớp ruồi lam.
- Phân họ Erithacinae (G.R. Gray, 1846): Nhóm oanh rừng châu Phi [b]
  - Xenocopsychus: 1 loài, sẻ hang Angola (Xenocopsychus ansorgei).
  - Dessonornis: 4 loài (tách ra từ Cossypha).
  - Erithacus: 1 loài, oanh châu Âu (Erithacus rubecula).
  - Pogonocichla: 1 loài, oanh sao trắng (Pogonocichla stellata).
  - Oreocossypha: 1 loài, oanh-sẻ núi (Oreocossypha isabellae).
  - Cossyphicula: 1 loài, oanh-sẻ bụng trắng (Cossyphicula roberti) - có thể thuộc về Cossypha.
  - Swynnertonia: 1 loài, oanh Swynnerton (Swynnertonia swynnertoni).
  - Chamaetylas (đồng nghĩa: Pseudalethe): 4 loài, tách ra từ chi Alethe trong Turdinae của Sibley và Monroe.
  - Cossypha: 8 loài oanh-sẻ đá
  - Stiphrornis: 5 loài oanh rừng
  - Cichladusa: 3 loài hoét cọ.
  - Sheppardia: 10 loài akalat
- Phân họ Saxicolinae (Vigors, 1825): Bao gồm sẻ bụi và đồng minh.
  - Heinrichia: 1 loài (Heinrichia calligyna)
  - Leonardina: 1 loài (Leonardina woodi)
  - Vauriella: 4 loài.
  - Brachypteryx (gồm cả Heteroxenicus): 4 loài hoét đuôi cụt, cánh ngắn (theo Voelker và Spellman (2004)[10]. Trước đây thuộc họ Turdidae.
  - Larvivora: 6 loài oanh phương Đông, tách ra từ chi Erithacus (đôi khi coi là thuộc chi Luscinia), có quan hệ gần với Tarsiger hơn là với Luscinia nghĩa hẹp (theo Seki (2006)[14].
  - Irania: 1 loài, cổ đỏ họng trắng (Irania gutturalis).
  - Hodgsonius: 1 loài, hoét đuôi dài (Hodgsonius phoenicuroides).
  - Cyanecula: 1 loài (Cyanecula svecica, đồng nghĩa: Luscinia svecica).
  - Luscinia: 2 loài oanh.
  - Calliope: 5 loài
  - Myiomela: 2 loài oanh, tách ra từ Cinclidium. Hai loài khác trước đây xếp trong chi này được chuyển sang chi Sholicola và tách thành 3 loài.[11]
  - Tarsiger: 6 loài oanh đuôi nhọn, oanh bụi rậm.
  - Enicurus: 8 loài chích chòe nước.
  - Cinclidium: 1 loài, oanh ngực lam (Cinclidium frontale)
  - Myophonus: 9 loài hoét xanh (theo Voelker và Spellman (2004)[10]). Trước đây thuộc họ Turdidae.
  - Ficedula (gồm cả đớp ruồi lam lùn (Muscicapella hodgsoni), nay là Ficedula hodgsoni[15]): Khoảng 34 loài đớp ruồi vàng.
  - Phoenicurus: 14 loài đuôi đỏ thật sự, tạo thành nhánh hỗ trợ tốt với 2 chi Chaimarrornis + Rhyacornis. Ba chi này hiện nay được hợp nhất (theo Pan et al. (2007)[16]).
  - Monticola: 14 loài hoét đá (bao gồm cả Pseudocossyphus), chuyển từ Turdidae (Wink et al., 2002[17]; Outlaw et al. 2007[18]
  - Saxicola: 15 loài sẻ bụi và sẻ đá. Theo Wink et al. (2002)[17], Illera et al. (2008)[19], Woog et al. (2008)[20], Zink et al. (2009)[21].
  - Campicoloides: 1 loài, sẻ sọc da bò (Campicoloides bifasciatus), tách ra từ Saxicola do có quan hệ gần với Oenanthe hơn là với phần còn lại của Saxicola (theo Illera et al. (2008)[19]).
  - Emarginata: 3 loài, chia tách từ Cercomela.
  - Pinarochroa: 1 loài (Pinarochroa sordida)., tách ra từ Cercomela.
  - Thamnolaea: 2 loài sẻ vách đá.
  - Myrmecocichla: 8 loài sẻ bụi, gần với Monticola (theo Outlaw et al. 2007)[18].
  - Oenanthe: 29 loài phao câu trắng (5 loài chuyển từ Cercomela).
- Phân họ không xác định (Incertae sedis):
  - Pinarornis: 1 loài, sẻ Boulder (Pinarornis plumosus).
  - Humblotia: 1 loài, đớp ruồi Đại Comoro (Humblotia flavirostris).

## Chuyển đi
- Culicicapa: 2 loài đớp ruồi xám. Thuộc về họ mới đề xuất là Stenostiridae.
- Horizorhinus. Nay thuộc họ Sylviidae, chỉ gồm 1 loài là đớp ruồi Dohrn (Horizorhinus dohrni, nhưng tốt nhất nên gộp trong chi Sylvia).